# Бродский, Адольф Давидович
Адо́льф Дави́дович Бро́дский (англ. Adolph Brodsky; 21 марта (2 апреля) 1851, Таганрог, Область Войска Донского, Российская империя — 22 января 1929, Манчестер, Англия, Британская империя) — русский и британский скрипач и музыкальный педагог.

## Биография
Адольф Бродский родился 21 марта 1851 года в Таганроге; его отец и дед были скрипачами-самоучками. Был старшим ребёнком в семье (у отца было 8 детей от двух браков). Игре на скрипке его вначале учил музыкант из военного оркестра, а затем лучший в Таганроге преподаватель, которого Адольф поразил своими успехами уже в течение первого года учёбы.
В 1857 году, после смерти матери, семья перебралась в город Херсон, где отец устроился управляющим мельниц Вайнштейна. Ребёнком Бродского отдали на обучение к оперному концертмейстеру в Одессе.
Окончил Венскую консерваторию (1866) у Йозефа Хельмесбергера-старшего, в сезоне 1868—1869 годах играл под руководством своего учителя в квартете Хельмесбергера. Потом вернулся в Россию и в 1874—1878 годах преподавал в Московской консерватории.
В 1880 году в Крыму принял лютеранство и обвенчался с Анной Львовной Скадовской (в браке Бродская, 1855—1929), дочерью крупного херсонского землевладельца Льва Балтазаровича Скадовского (1814—1886), сестрой художника Николая Львовича Скадовского (1846—1892) и археолога Григория Львовича Скадовского (1849—1919).
В дальнейшем Бродский жил и работал преимущественно в Европе, преподавал в Лейпцигской консерватории в 1883—1891 годах и в Манчестерском музыкальном колледже с 1895 года до самой смерти, а в промежутке провёл три года в США в качестве концертмейстера Нью-Йоркского симфонического оркестра. При этом он широко концертировал как солист и ансамблевый музыкант.

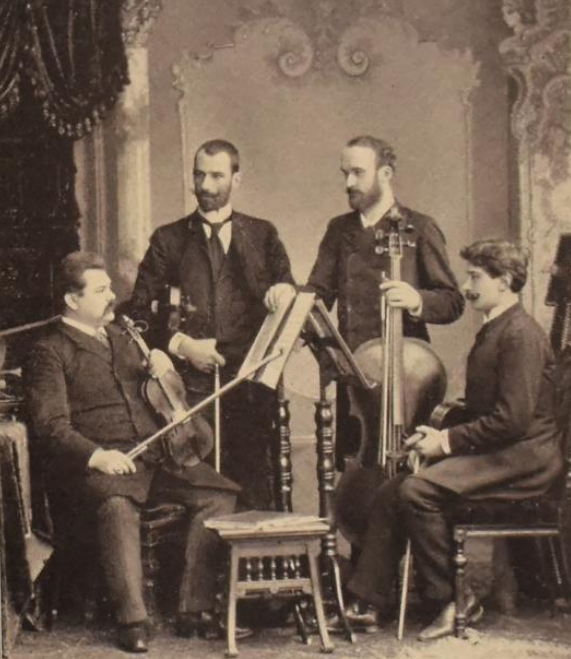
Струнный квартет Бродского в Лейпциге

4 декабря 1881 года впервые исполнил в Вене скрипичный концерт Чайковского, выдержав немалое сопротивление оркестрантов до исполнения и резко отрицательные отзывы критики (прежде всего Эдуарда Ганслика) после; растроганный Чайковский поставил на концерте посвящение Бродскому. Вообще Бродского связывали близкие дружеские отношения с Чайковским, Брамсом и Эдвардом Григом — в новогодние праздники 1888 года все трое встретились в Лейпциге у Бродского, и с этой встречи началась дружба Чайковского и Грига. В 1889 году Чайковский также ненадолго гостил у Лейпциге, и Бродский с товарищами сыграли ему его струнный квартет № 3 — как писал сам Чайковский Александру Зилоти, «Изумительно хорошо!!! Ей-Богу, никогда подобной квартетной игры не слышал». В американский период Бродский также играл в квартете — вместе с ведущими музыкантами Нью-Йоркского симфонического, в том числе Юлием Конюсом и Антоном Эккингом. Наконец, в манчестерский период квартет под управлением Бродского связывали тесные отношения с Эдуардом Элгаром, написавшим для него струнный квартет Op. 83; в январе 1927 года Бродский исполнил скрипичный концерт Элгара в ходе празднования 70-летия композитора.
Среди учеников А. Д. Бродского, в частности, Ганс Беккер, Юхан Хальворсен, Оттокар Новачек, Нора Кленч, Наум Блиндер и Александр Фидельман. Ему посвящена Вторая симфония Виктора Бендикса.
Основанный в 1972 году Квартет имени Бродского был назван в честь музыканта.

## Семья
- Жена (с 1880 года) — Анна Львовна Скадовская (1855—1929); детей у них не было.
- Племянницы (дочери сестры, Сары Давидовны Фельдман, 1865—1950) — писательницы Бэла Моисеевна Прилежаева-Барская (1887—1960) и Лидия Моисеевна Варковицкая (1892—1975). Дети Л. М. Варковицкой (внучатые племянники А. Д. Бродского) — лингвист Людмила Александровна Варковицкая (1913—1987) и балетмейстер Владимир Александрович Варковицкий (1916—1974); старшая дочь Любовь Сигизмундовна Сталбо (Шпильберг, 1911—2015) была замужем за доктором военно-морских наук, вице-адмиралом К. А. Сталбо[5].